# ハガナー
ハガナー（ヘブライ語: הגנה）は、かつて存在したユダヤ人の軍事組織。パレスチナのユダヤ人植民地を防衛するために1920年に結成され、1948年にイスラエル国防軍に再編されるかたちで解体された。
ハガナーとはヘブライ語で「防衛」を意味する。アラブ人からユダヤ人植民地を防衛するための自衛組織として1920年にアフドゥト・ハアヴォダのエリヤフー・ゴロンブとヨセフ・ヘクトによって設立された。アラブ人に対する反撃やイギリス委任統治政府に対する抵抗運動を展開したが、1931年にはイギリスへの対応を巡り修正主義シオニストがハガナーを脱退してエツェル（イルグン）を創設した。
1948年5月のイスラエル建国と共に勃発した第一次中東戦争ではエツェルやレヒなどと共に非正規軍を組織した。同月には非正規軍がイスラエル国防軍として再編され、ハガナーは解体された。

## 歴史

### 設立
パレスチナにおいてユダヤ人の生命や財産を保護するための自衛組織は、1903年に設立されたバル・ギオラなどオスマン帝国時代から存在していた。第一次世界大戦終結後、ポグロムを逃れるためソビエト連邦を離れたユダヤ人がパレスチナに移住した。1920年3月、そうしたユダヤ人が開拓した入植村であるテルハイがパレスチナのアラブ人による襲撃を受けた。また、4月にはエルサレムで反ユダヤ人暴動が発生し、アラブ人によってユダヤ人216名が殺害された。
こうしたアラブ人によるユダヤ人襲撃を受けて、1920年6月12日にキンネレトで開かれたアフドゥト・ハアヴォダ（労働党）の会議において、エリヤフー・ゴロンブとヨセフ・ヘクトによってハガナーが設立された。ハガナーとはヘブライ語で「防衛」を意味する。ハガナーは志願兵で構成され、小規模な民兵のネットワークを結集するかたちで成り立った。
ハガナーはイギリスの委任統治政府から公式に認められていなかったが、当時のシオニスト上層部は委任統治政府との協力は不可欠であるという認識だった。そのため、当初のハガナーの任務はアラブ人からの攻撃を受けたユダヤ人植民地を、イギリスの警察や軍が到着するまでの間の防衛を行うことだった。ハガナーは左派政党であるアフドゥト・ハアヴォダのもとで設立されたが、1920年代中頃からは中産階級や右翼勢力もハガナーに加わった。

### エツェルの分離
1931年、ハガナー内での方針の違いや個人間の問題から、ハガナー内で右派に位置したゼエヴ・ジャボチンスキーら修正主義シオニストがハガナーを離脱し、独自の軍事組織エツェルを創設した。エツェルはイギリス当局やパレスチナのアラブ人に対してハガナーと異なる独自の行動を取った。

### パレスチナ・アラブ反乱において
1936年にアラブ人民族主義者によって「アラブ高等委員会」が組織され、ナチスドイツとイタリアの支援を受けて反ユダヤ活動を開始した。これによってアラブ人によるユダヤ人への襲撃が相次ぎ、パレスチナ・アラブ反乱に発展した。反乱は1939年まで続き、この間、イギリスの委任統治政府の機能は崩壊した。
イギリスは当初、不干渉の立場を取っていたが、アラブ人による攻撃がイギリス軍の駐屯地に及び始めると、ハガナーに対する支援を開始し、ハガナーを訓練するためにイギリス軍の士官を派遣した。パレスチナ・アラブ反乱をきっかけにハガナーの構成員数は急増し、1937年4月時点でハガナーには1万7,000人の男性、4,000人の女性が所属し、4,500丁のライフル、1万丁の短銃、230丁の機関銃を所持していた。

### 第二次世界大戦において

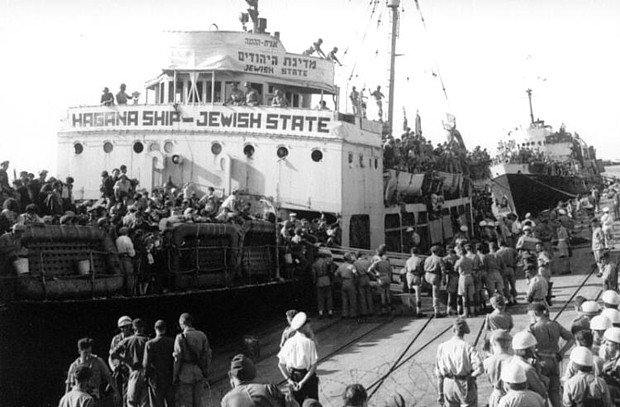
ユダヤ人難民をハイファに上陸させるハガナーの輸送船

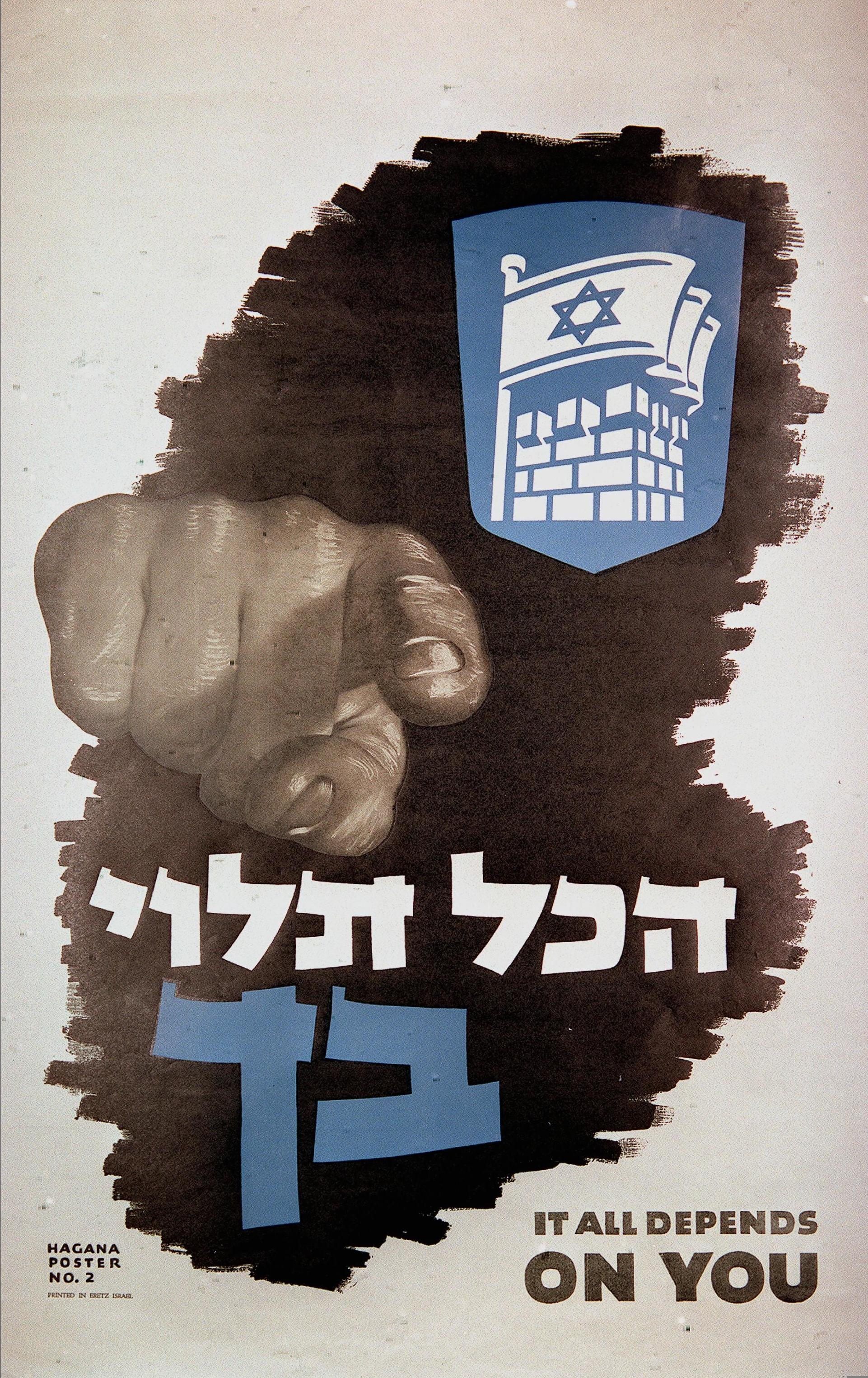
ハガナーへの参加を呼び掛けるポスター

1939年にはイギリスがマクドナルド白書を発表し、バルフォア宣言の事実上の撤回とユダヤ人のパレスチナ移住の制限を開始した。ヨーロッパで発生したユダヤ人難民を乗せてパレスチナに向かった船はイギリス軍によって上陸を拒否されるか、公海上で拿捕された。エツェルなど修正主義シオニストが委任統治政府に対する抵抗運動を開始したなかで、ハガナーなど主流派の社会主義シオニストは修正主義シオニストの行動を批判し、委任統治政府に協力して過激派の逮捕も行った。一方で、ハガナーは難民船がイギリス軍の封鎖を突破してパレスチナに上陸する手助けも行った。
1941年5月、ハガナーはパルマッハと呼ばれる精鋭部隊を編成した。パルマッハの設立の目的は中東地域に迫りつつあったナチスドイツへの脅威に対抗するためだった。パルマッハはイギリス軍からの支援を受け、現在のレバノンやシリアでヴィシーフランスに対する破壊活動を行った。
第二次世界大戦が終結した後の1945年10月10日にはパルマッハはハイファにあったイギリス軍の駐屯地を攻撃し、収容されていた200人のユダヤ人難民を解放した。これ以降、ハガナーはイギリス軍との間で小規模な衝突を起こし、武器などをイギリス軍から奪取したほか、イギリスの鉄道網を破壊した。
1945年末、イギリスがユダヤ人難民のパレスチナ移住をさらに厳しく制限することが明らかになると、ハガナーはイルグンやレヒと非公式に協定を結び、ユダヤ抵抗運動を組織した。1945年11月1日にはハガナーはユダヤ抵抗運動としてパレスチナ全土のイギリスの鉄道網を攻撃した。これはハガナーやイルグン、レヒが初めて協力を行った出来事であった。
1946年7月、イルグンがキング・デイヴィッド・ホテル爆破事件を起こした。爆破計画はハガナーによって策定され、イルグンが実行を担うこととなった。爆破の目的はユダヤ機関からイギリス軍が接収した重要文書を破壊することだった。しかし、ハガナーは直前に計画を断念することを決定し、なおかつこの決定はイルグンのメンバーには伝わらなかった。ハガナーの当初の計画では爆破は夜遅くに行われる予定だったが、爆弾は昼に爆発し、民間人を含む多くの死傷者が出た。

### イスラエル建国とイスラエル国防軍への再編
1947年、国際連合においてパレスチナの分割決議案が採択された。ユダヤ側が採択を受諾した一方でアラブ側は拒否した。アラブ連盟はイスラエルの建国を阻止するため、民間人に偽装した兵士をパレスチナに派遣し対ユダヤ戦を展開することを採択した。アラブ側からの攻撃に対し、ハガナーはユダヤ国家として割り当てられた地域を防衛し、分割決議を履行する役割を果たした。
1948年4月9日にはイルグンとレヒのメンバーがデイル・ヤシーン事件を引き起こした。ハガナーはこの事件を非難し、ベン＝グリオンはヨルダン国王に対して謝罪を行った。
5月14日、イスラエルは独立を宣言した。独立宣言と同時に周辺のアラブ諸国はイスラエルへの侵攻を開始し、第一次中東戦争（イスラエル独立戦争）が始まった。ハガナーはエツェルやレヒと共に非正規軍としてアラブ軍との戦闘を開始した。
5月26日、初代首相となったベン＝グリオンによってイスラエル国防軍が編成された。ハガナーやイルグン、レヒを再編するかたちで構成され、これをもってハガナーは解体された。

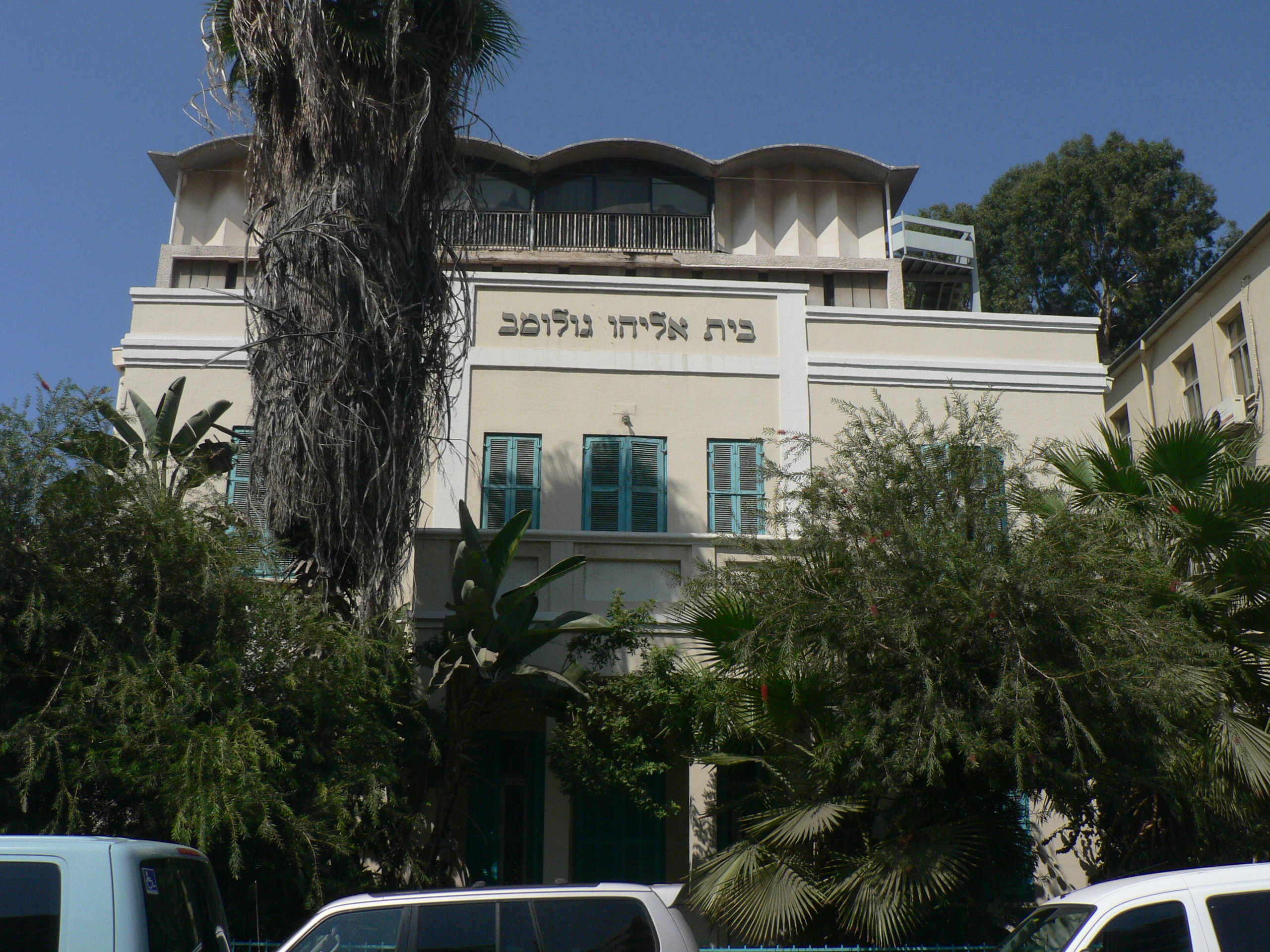
ハガナー博物館

イスラエル国防軍への再編後、ハガナーの本部が置かれていたテルアビブにあるエリヤフー・ゴロンブの家は「ハガナー博物館」に改装された。ハガナー博物館では、ハガナーの歴史やイスラエル建国までの歩みが展示されているほか、ハガナーの会議が行われた部屋などが保存されている。

## 組織

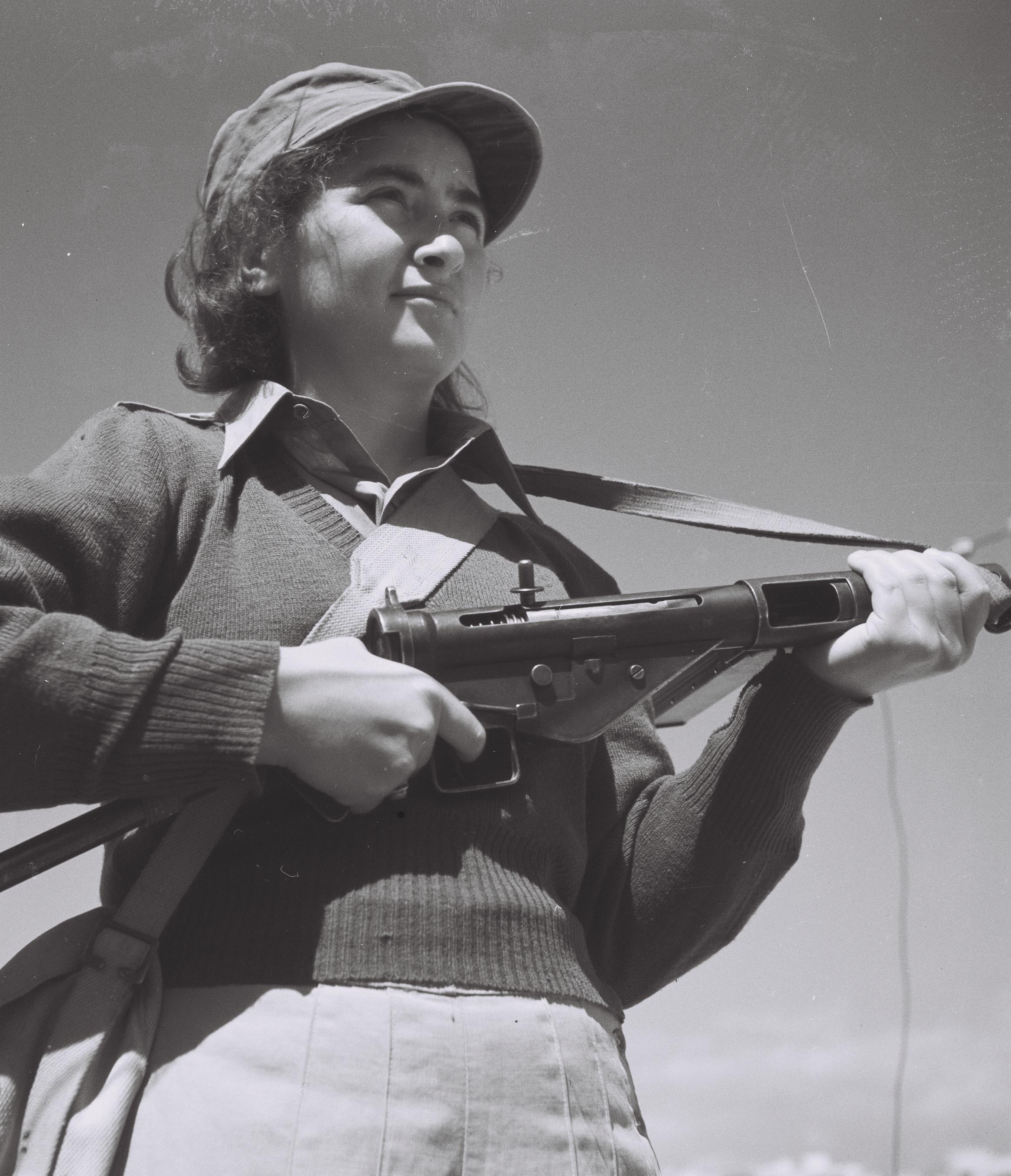
ハガナーの女性兵士

ハガナーはシオニスト主流派に属し、ダヴィド・ベン＝グリオンが書記長を務めていた労働者総同盟の権威を承認したうえで、活動をベン＝グリオンに報告していた。
ハガナーは志願兵によって構成された。20代前半の男性が中心で、週末や休日に訓練を行った。ハガナーの構成員数はイスラエル独立直前で3万人弱であった。また、精鋭部隊であったパルマッハには男女合わせて2,000人が属していた。